# Bubbler
Bubbler är ett arkadspel utvecklat och utgivet av Ultimate Play The Game och släpptes till ZX Spectrum, Amstrad CPC och MSX 1987. Spelet kan spelas av en eller två personer.
Bubbler var det sista spelet som Ultimate Play The Game (numera Rare) gav ut. 